# Енн Труітт
Енн Труітт (англ. Anne Truitt, уроджена Енн Дін (англ. Anne Dean); 16 березня 1921, Балтимор, Меріленд, США — 23 грудня 2004, Вашингтон) — американська скульпторка.
Наприкінці 1960-х років стала досить відомою завдяки масштабним мінімалістичним скульптурам. Найбільшу популярність їй принесли персональні виставки в галереї Андре Еммеріха у 1963 році та Єврейському музеї на Мангеттені у 1966 році. На відміну від сучасників, Трутт виготовляла скульптури вручну, уникаючи промислового виробництва. Засновані на образах з минулого, роботи були візуальним відбитком пам'яті. Одним із прикладів є серія ранніх скульптур Трутт, що нагадує монументальні сегменти білого частоколу.

## Ранні роки
Енн Дін виросла в Істоні, на східному узбережжі Меріленда, і провела юність в Ешвіллі, штат Північна Кароліна. Закінчила коледж Брін Маур за спеціальністю психологія у 1943 році. Відмовившись від пропозиції написати докторську дисертацію у відділенні психології Єльського університету, деякий час працювала медсестрою у психіатричному відділенні Массачусетської лікарні загального профілю в Бостоні. У 1940-х років залишила психологію і спочатку звернулася до художньої літератури, а потім вступила на курси Інституту сучасного мистецтва у Вашингтоні. У 1948 році одружилася з журналістом Джеймсом Труттом, з яким прожила до розлучення в 1971 році.

## Творчість
У середині 1940-х років, відмовившись від кар'єри в клінічній психології, Трутт почала створювати фігуративні скульптури. У листопаді 1961 року зі своєю подругою Мері Пінкот Мейєр скульпторка завітала в музеї Соломона Гуггенхайма виставку Х. Х. Арнасона «Американські абстрактні експресіоністи та імажисти». Під враженням від побаченого звернулася до скульптури з обмеженням геометричних форм. Трутт згадувала: «…Провела весь день, дивлячись на мистецтво… Я бачила чорні полотна Еда Рейнхардта, чорні та блакитні. Потім я спустилася по рампі, звернула за ріг і побачила картини Барнетта Ньюмана. Я подивилася на них, і з цієї миті усвідомила все. Я ніколи не розуміла, що можна зробити у мистецтві. Мати достатньо місця. Достатньо кольору». Особливе враження на Трутт справив «всесвіт синьох фарби» і тонка модуляція та відтінки кольору в Onement VI Ньюмана. Своєрідність абстрактних експресіоністів, яку вона знайшла в роботах Барнетта Ньюмана та Еда Рейнхардта, вразила Трут і стала поворотним моментом у її творчості.
Перша дерев'яна скульптура Трут, названа First (1961), являє собою три білі загострені штакетини різного розміру, закріплені в основі і з'єднані ззаду планками, що нагадують фрагмент паркану. Ці форми містять швидше спогади про дитинство, ніж відображення «прямого результату емпіричного сприйняття». Робота є проникним спогадом про ідею огорожі, причому всіх огорож, які бачила Трутт, а не якогось певного. У 1964—1967 роках Труітт разом із чоловіком, призначеним керівником японського бюро Newsweek, переїхала до Японії, де створювала алюмінієві скульптури. Перед першою ретроспективною виставкою у Нью-Йорку вона вирішила, що їй не подобаються роботи та знищила їх.
Скульптури, які забезпечили Енн Труітт місце в історії мінімалізму, агресивно забарвлені та зухвало прості, часто мають великий розмір. Виготовлені з дерева та однотонно забарвлені акрилом, вони нагадують гладкі прямокутні колони або стовпи. Труітт створювала креслення своїх конструкцій у зменшеному масштабі, потім їх виготовляв столяр. Конструкції підняті над землею і часто порожнисті, що дозволяє деревині дихати при зміні температури. Труітт ґрунтувала дерево гіпсом, а потім наносила до 40 шарів акрилової фарби, чергуючи горизонтальні та вертикальні мазки та шліфуючи кожен шар. Художниця прагнула видалити будь-які сліди кисті та створювала ідеально гладкі кольорові площини. Шари фарби утворюють поверхню із відчутною глибиною. Крім того, відчутна поверхня фарби передає Труітт, що постійно супроводжувало почуття географії, через вертикальні і горизонтальні мазки, що відсилають до широти і довготи. Творчий процес поєднує «безпосередність інтуїції, усунення попередньо підготовлених матеріалів та близькість до інтимності ручної роботи». Приховані підстави скульптур піднімають їх на достатню висоту, щоб створити відчуття ширяння. Грань між скульптурою та землею здається ілюзорним. Ця формальна амбівалентність знаходить відображення у твердженні, що колір містить психологічну вібрацію, яка, будучи очищеною, як на скульптурі, ізолює подію, що представляється як річ, а не як почуття. Подія стає витвором мистецтва, візуальним відчуттям кольору. Картини серії Arundel, розпочатої в 1973 році, є ледь видимими графітовими лініями і скупченням білої фарби на білих поверхнях. У роботі Ice Blink (1989) кремового кольору є тонкі смужки червоного в нижній частині картини, достатні для визначення перспективи. Аналогічну функцію несе фіолетова смуга в нижній частині небесно-синьої Memory (1981). Початі приблизно в 2001 році, Piths, полотна з навмисно потертими краями, покриті товстими чорними мазками фарби, вказують на інтерес Труітт до форм, що розмивають межу між двома і трьома вимірами.
На першому показі, що пройшов у галереї Андре Еммеріха, Труітт представила шість скульптур з тополі, розфарбовані вручну, у тому числі Ship-Lap, Catawba, Tribute, Platte та Hardcastle. Еммеріх надовго став її арт-дилером. Труітт познайомили з Еммеріхом через Кеннета Ноланда, якого також представляв Еммеріх. У розповідях про першу персональну виставку Труітт можна помітити прояв шовіністичних поглядів, які були у нью-йоркській арт-спільноті 1960-х років. Грінберг, Рубін і Ноланд обрали твори для виставки та організували їхнє розміщення без будь-якої участі самої Труітт. Вони часто називали її «доброю дружиною Джеймса Труітта», а Еммеріх просив Труітт не вказувати імені, щоб приховати статеву приналежність, сподіваючись, що це допоможе більш доброзичливому сприйняттю виставки. Після виставки Грінберг в есе Recentness of Sculpture (1967) заявив, що роботи Труітт «передбачили» мистецтво мінімалізму. Твердження Грінберга не цілком коректне, оскільки Дональд Джадд, Роберт Морріс і Ден Флавін представили свої роботи раніше.
Живопис Труітт не часто згадується в описах її творчості. Протягом більшої частини 1950-х років Труітт використовувала олівець, акрил і чорнило, створюючи не лише ескізи для пізніших скульптур, а й малюнки, які були незалежними витворами мистецтва. Труітт також опублікувала три книги: Daybook, Turn і Prospect. У Prospect, своєму третьому томі роздумів, Труітт вирішила переглянути «весь свій досвід художника», а також дочки, матері, бабусі, вчителі та людину у вічному пошуку. Протягом багатьох років вона працювала професором Мерілендського університету в Коледж-Парку та виконувала обов'язки тимчасового президента у колонії художників Яддо.
Труітт померла 23 грудня 2004 року в Меморіальній лікарні Сіблі у Вашингтоні від ускладнень після операції на черевній порожнині. Після неї залишилося троє дітей та вісім онуків, серед них — письменник Чарльз Фінч.

## Спадщина
Спадщина Енн Труітт знаходиться у віданні галереї Метью Маркса в Нью-Йорку та галереї Стівена Фрідмана у Лондоні.

## Виставки
Перша персональна виставка Труітт відбулася у лютому 1963 року в галереї Андре Еммеріха в Нью-Йорку. У Вашингтоні її роботи було представлено у галереї «Піраміда», яка згодом стала галереєю «Осуна». Роботи були включені до виставки 1964 року «Чорний, білий та сірий» у Wadsworth Atheneum у Гартфорді, штат Коннектикут, яку називають першою виставкою мінімалістів. Вона була однією з трьох жінок, які брали участь у представницькій виставці 1966 року Primary Structures у Єврейському музеї у Нью-Йорку. Після цього персональні виставки Трутт пройшли у Музеї американського мистецтва Вітні (Нью-Йорк, 1973), Галереї мистецтв Коркоран (Вашингтон, 1974) та Балтиморському музеї мистецтв (1974, 1992). У 2009 році Музей Гіршгорна і сад скульптур у Вашингтоні організували ретроспективу робіт Труітт, до експозиції якої увійшли 49 скульптур та 35 картин та малюнків. З 19 листопада 2017 року по 1 квітня 2018 року у Національній галереї мистецтв пройшла виставка In the Tower: Anne Truitt.

## Роботи у колекціях
Роботи Енн Труітт зберігаються в музейних колекціях по всій території США, включаючи Смітсонівський музей американського мистецтва (Вашингтон), Національний музей жінок у мистецтві (Вашингтон), Музей сучасного мистецтва (Нью-Йорк), Музей американського мистецтва Вітні.